# Antoine Wehenkel
Antoine Wehenkel (Ciutat de Luxemburg, 10 de febrer de 1910 - Ciutat de Luxemburg, 27 de febrer de 1992) fou un enginyer i polític luxemburguès, membre del Partit Socialista dels Treballadors del que va ser president des de 1970 fins a 1974.
Wehenkel va ser regidor de l'ajuntament de la ciutat de Luxemburg entre 1951 i 1964. Va ser escollit per ocupar un escó a la Cambra de Diputats el 1951 fins a 1974. Es va retirar del seu escó com a diputat per participar en el govern de Pierre Werner, entre 1964 i 1969, ocupant el càrrec de Ministre de Pressupost i els de nova creació de Ministre d'Economia i Energia. Amb l'LSAP expulsat del govern per un canvi de coalició el 1969, Wehenkel va ser elegit com el president de la Cambra, on va romandre fins a 1974, quan es va retirar de la política.